# プロスノーボーダーズアソシエイション
プロスノーボーダーズアソシエイション（英: Pro Snowboarders Association、PSA）は、会員自らを助成・振興し、権利と個性を擁護する目的を持ったプロスノーボーダーによる選手会である。
現存するのはプロスノーボーダーズ アソシエイション アジアと同コリアのみ。

## 沿革
- 1990年3月 発足。1989年-1990年シーズン、NSAとスポンサーがプロ競技会のみを管理することを希望したこと、また特に大会において、「自分たちの権利を守る組織がないと、自分たちの将来は守れない」と感じるプロスノーボーダーたちにより、スイスのレンツァーハイデで組織されることとなり、同時に国際スノーボード連盟の強力な構成団体となった。
- 1995年8月29日 PSA ASIA発足。アジアにもPSA制度を設置すべく、日本スノーボード協会 PCM（プロコンペティターズミーティング）が独立する形で誕生した。

## 概要
各国協会（NSA）がスノーボーダー層でも草の根の部分＝アマチュアボーダーのために、スノーボードスポーツを普及させていく団体に対し、PSAはスノーボードをプロスポーツとして捉える、プロライダーのための団体。
PSAワールドワイドを頂点とし、ヨーロッパ、北アメリカ、アジアの3エリアに支部を分けて活動していた。

## ヨーロッパ
NSAのスポンサーがプロの大会のみを管理することを望んだため、プロライダーたちにより発足。
ほかのエリアでPSA発足後、PSA Europeと呼ばれたこともある。

解散済み。

### 歴代会長
- 1994年-1995年 クリスチャン・サビオ
- 1998年-1999年 バートランド・デヌーボ
- ????年-200?年 ニコラス・コンテ

## ノースアメリカ
1990年代、おそらくアジアと同時期に発足。本部はコロラド州ベイル。

解散済み。

### 歴代会長
- 1995年-1996年 テッド・マーティン
- 1997年-1999年 マーク・フォーセット

## アジア（ジャパン）
コリアの活動が活発で交流も盛んに行われていた時期はアジアの下、ジャパンを分けて活動していたこともあるが、05.06シーズンよりほとんど交流が行われていない。
毎シーズン、PSA ASIA Snowboard Pro Tourを開催している。

### 歴代会長
- 1995年-1996年 西川たかし
- 1996年-2000年 上島しのぶ
- 2000年-2003年 相馬邦彦
- 2003年-2007年 佐々木健太郎
- 2007年-2010年 荒川祥範
- 2010年-2020年 藤宗毅
- 2021年-現在 竹内誠

## コリア
1997年発足。

### 歴代会長
- 1999年-2000年 Kim Eun Kwang

## 関連組織
- 国際スノーボード連盟（ISF-International Snowboard Federation）

スノーボーダーのためのスノーボーダーによるスノーボードの、世界初の国際統括団体。1991年発足、2002年6月22日解散済。